# Álvaro Cunhal
Álvaro Barreirinhas  Cunhal (Sé Nova, Coímbra, 10 de noviembre de 1913 - Lisboa, 13 de junio de 2005) fue uno de los más destacados políticos portugueses del siglo XX, secretario general del Partido Comunista Portugués entre 1961 y 1992.

## Biografía
Hijo del abogado Avelino Henriques da Costa Cunhal, con sólo 17 años se afilió al Partido Comunista Portugués (PCP), entonces una organización ilegal, al mismo tiempo que comienza a estudiar Derecho en la Universidad de Lisboa, donde comenzó su actividad política. En 1934 es elegido representante de los estudiantes en el Senado Universitario. Se graduó en Derecho al año siguiente. Ese mismo año, fue elegido secretario general de la Federación de las Juventudes Comunistas y forma parte de la delegación portuguesa al VII Congreso de la Comintern en Moscú. Al año siguiente —a los 22 años— fue elegido miembro del Comité Central del PCP. En 1937 sufrió su primer arresto.
En 1940, por su experiencia, se le designa responsable de organizar el PCP en la clandestinidad.
Estando en prisión se licenció en Derecho y ejerció durante un tiempo como profesor en el Colegio Moderno de Lisboa. Entre 1941 y 1949 actuó de facto como máximo dirigente del PCP, ante la muerte de su entonces secretario general Bento Gonçalves, preso político en la entonces colonia portuguesa de Cabo Verde.
Detenido de nuevo en 1949, se fugó en 1960 de la prisión de Peniche, en una famosa operación junto a otros diez presos comunistas que tuvo un gran impacto contra el régimen del Estado Novo en Portugal. 
En 1961 fue elegido secretario general del PCP. Cunhal vivió exiliado en Francia y la Unión Soviética, regresando a su país tras la Revolución de los Claveles de 1974. Tras el triunfo revolucionario, dirigió el PCP participando en todos los gobiernos provisionales como Ministro sin Cartera, hasta la caída en 1976 de Vasco Gonçalves. Antes logró que se legalizara el PCP. Fue elegido diputado en todas las legislaturas hasta 1987. En 1992 fue sustituido en la Secretaría General del PCP por Carlos Carvalhas. En 1982 se convirtió en miembro del Consejo de Estado, abandonando este puesto diez años después, cuando abandonó el liderazgo del PCP.
Sus postulados, tanto en el gobierno como en el Partido, podrían resumirse en un enérgico antifascismo y un sentido leninista de la disciplina. Ello explica el fracaso de su estrategia de alianzas con otros grupos (como el de Otelo Saraiva de Carvalho, más cercano al maoísmo) y su pragmatismo respecto al Partido Socialista (PS) de Mário Soares, que apoya en 1983 - año en que Cunhal es reelegido secretario general por su alejamiento del eurocomunismo.
En 1990 sus declaraciones ignoran en la práctica la senda abierta por la perestroika, reafirmando su apego al marxismo-leninismo. 
Dirigente muy carismático y con gran autoridad entre los comunistas portugueses, su opinión siempre fue muy tenida en cuenta a pesar de haberse retirado y era considerado como una de las voces más ortodoxas del PCP. El 13 de junio de 2005 falleció en Lisboa a los 91 años de edad. A su funeral acudieron más de 500.000 personas.

## Obras

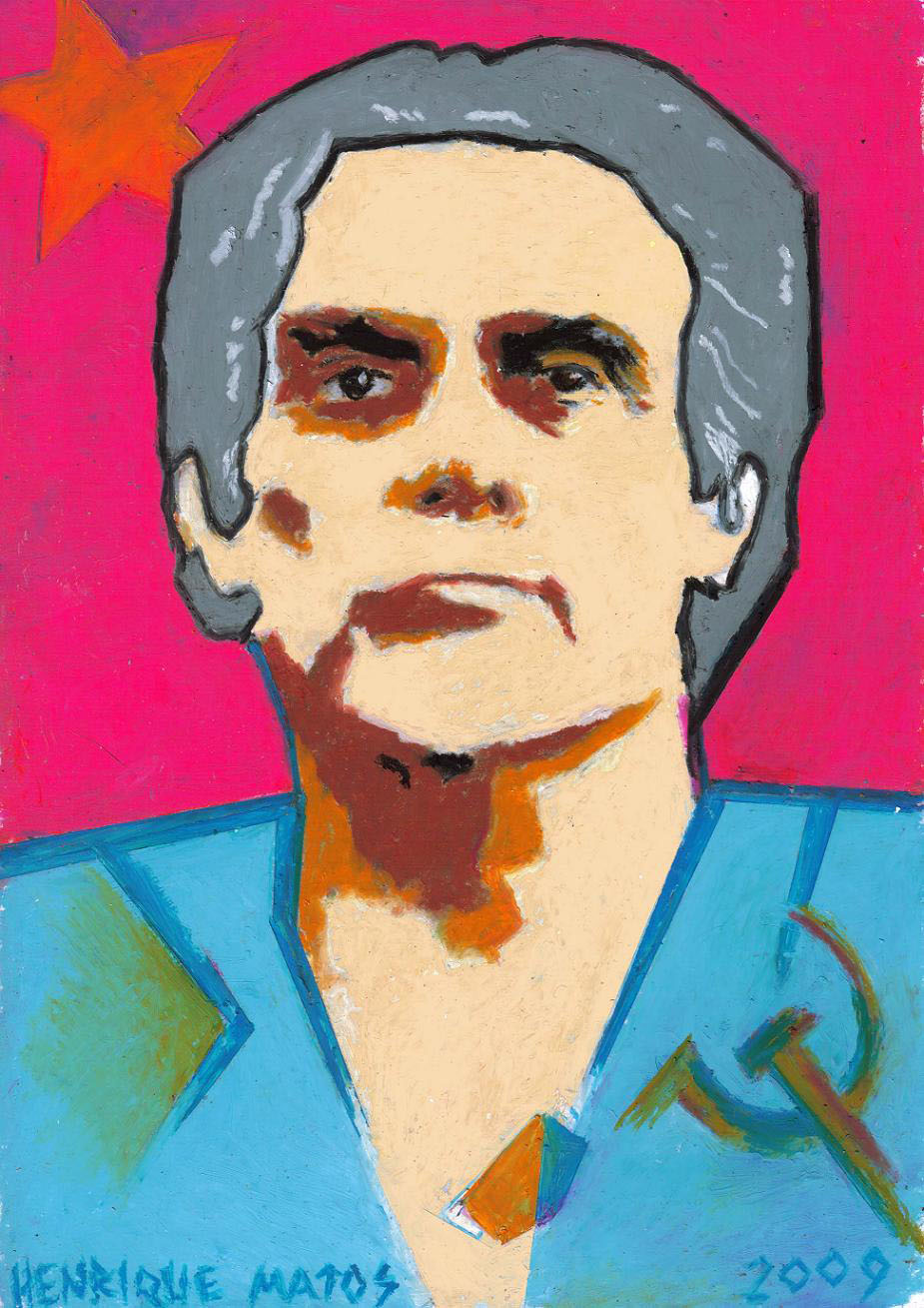
Álvaro Cunhal, por Henrique Matos

Colaboró en varios periódicos y es autor de varias obras:
- Rumo à vitória, (1964);
- O radicalismo pequeno-burguês de fachada socialista, (1970 e 1971);
- Contribuição ao estudo da questão agrária – I e II, (1976);
- A revolução portuguesa – o passado e o futuro, (1976);
- As lutas de classes em Portugal nos fins da Idade Média, (1980);
- O partido com paredes de vidro, (1985);
- Discursos políticos – 22 volumes, (1974-1987);
- Acção revolucionária, capitulações e aventura, (1994);
- A arte, o artista e a sociedade, (1996);
- O Aborto – causas e soluções, (1997);
- A verdade e a mentira na revolução de Abril (a contra-revolução confessa-se), (1999).

También fue autor de varias novelas y obras de narrativa, publicadas con el pseudónimo de Manuel Tiago, pintor e ensaísta:
Obras literarias (publicadas con el pseudónimo de Manuel Tiago):
- Até Amanhã, Camaradas;
- Cinco Dias, Cinco Noites;
- A Estrela de Seis Pontas;
- A Casa de Eulália;
- Fronteiras;
- Um risco na areia;
- Sala 3 e outros contos;
- Os corrécios e outros contos;
- Lutas e vidas – um conto.

Artes Plásticas:
- Desenhos da Prisão – I e II.